# Hahira
Hahira – miasto w Stanach Zjednoczonych, w stanie Georgia, w hrabstwie Lowndes.
Z Hahira pochodzi Lizz Wright, amerykańska piosenkarka i kompozytorka.